# Bromo
Bromo és un volcà situat a l'illa de Java, dins del Parc Natural Bromo Tengger Semeru. Mesura 2.392 metres d'altura i 700 metres de diàmetre. El 2004 entrà en erupció matant dues persones colpejant-les amb roques disparades per l'explosió.
El Mont Bromo es troba al mig d'una plana anomenada "Sea of Sand", o "Mar d'Arena" (en javanés Segara Wedi o en indonesi Lautan Pasir), una reserva protegida des de 1919. La forma més habitual per a arribar fins al Mont Bromo es pel poble Cemoro Lawang, ja que es troba just a l'entrada del parc. Una vegada allà, es pot caminar fins al volcà en uns 45 minuts, encara que també es pot realitzar el trajecte en un jeep organitzat, que inclóu una parada al mirador al Mont Penanjakan (2.770 m) (en Indonesi: Gunung Penanjakan). Al mirador del Mont Penanjakan es pot arribar a peu en unes 2 hores.